# 仮種皮

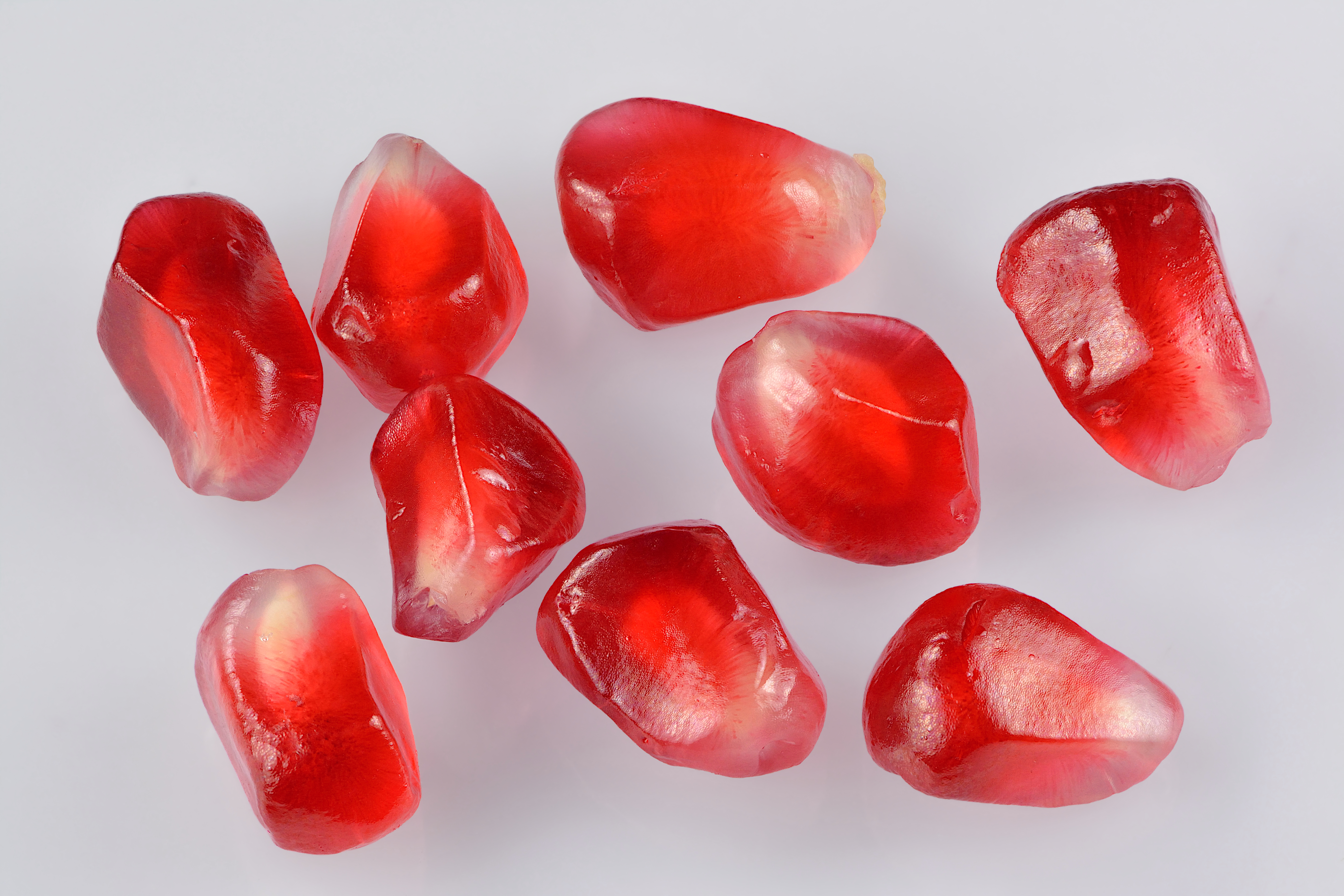
ザクロの種子。透明な仮種皮に覆われている

仮種皮（かしゅひ、かりしゅひ）とは、種子の表面をおおっている付属物。種衣（しゅい）とも呼ばれる。花の珠柄（）または胎座（）が発達して種子の外側を覆い種皮のようにみえる構造。
一般的な植物の果肉は子房壁に由来する果皮が多肉化して形成されるが、仮種皮を果肉として発達させる果実も存在する。例としてイチイ、ドリアン、リュウガン、ザクロ、アキーがある。

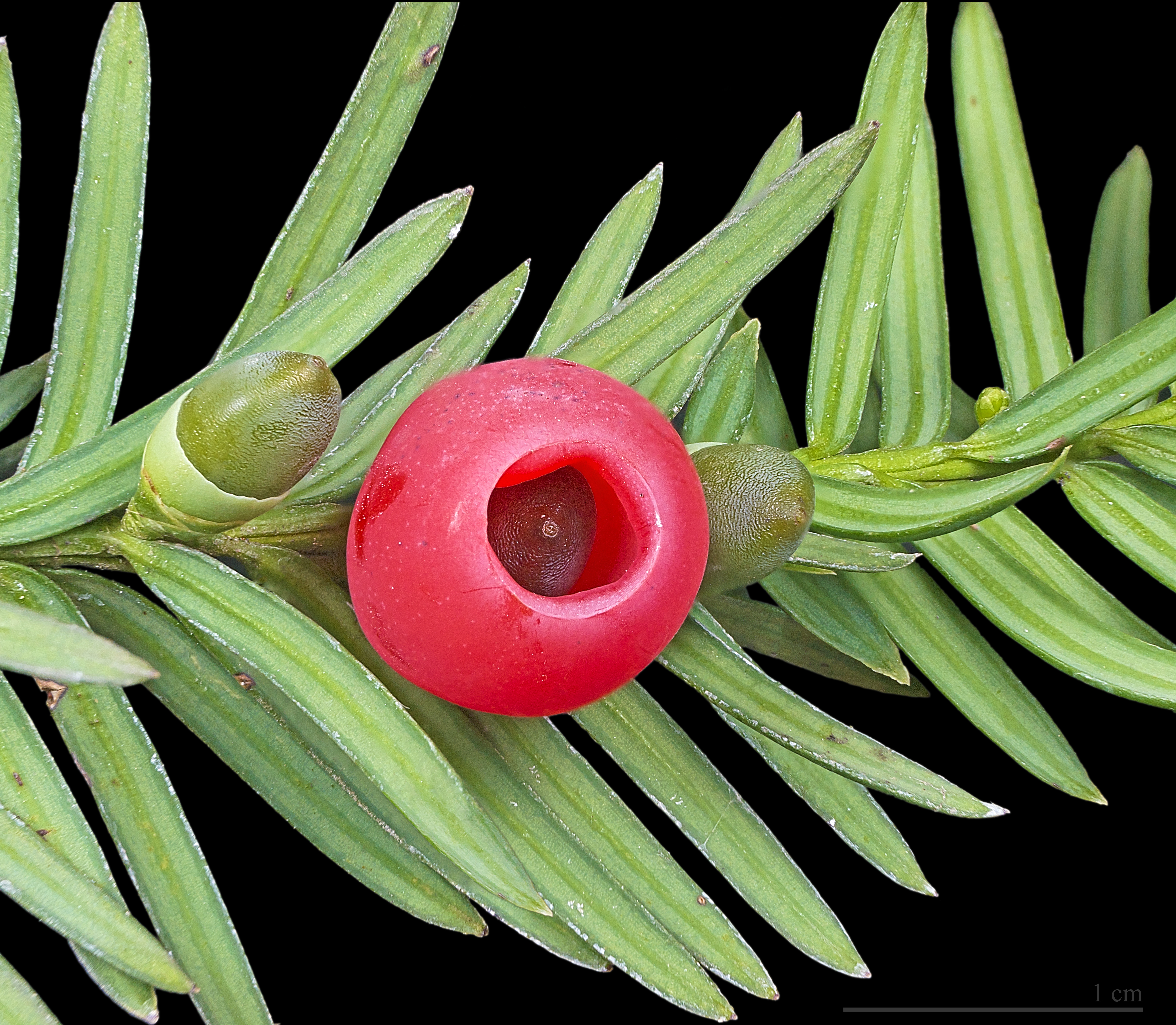
ヨーロッパイチイの種子は果肉質の仮種皮（赤い部分）に包まれている。

仮種皮を説明するさいの良例としてイチイがある。左写真にある小さいイチイ未熟実の緑色の帯状部分が仮種皮の初期状態である。この状態ですでに種子を覆う形で形成されているのがわかる。この部分が茶色から赤色に変わりながら肥大し種子を覆っていき、熟成時期には緋色の果肉質に発達する。イチイの仮種皮は鳥や小動物に魅力的な餌となるが、イチイのその他の部分には毒が含まれる。このため仮種皮は鳥などに効率的に種子を運んでもらう役割を果たしている。